# モントーロ・インフェリオーレ
モントーロ・インフェリオーレ（伊: Montoro Inferiore）は、イタリア共和国カンパニア州アヴェッリーノ県モントーロに属する分離集落（フラツィオーネ）。
かつては独立したコムーネであったが、2013年12月3日にモントーロ・スペリオーレと合併して新自治体の一部となった。

## 地理

### 位置・広がり

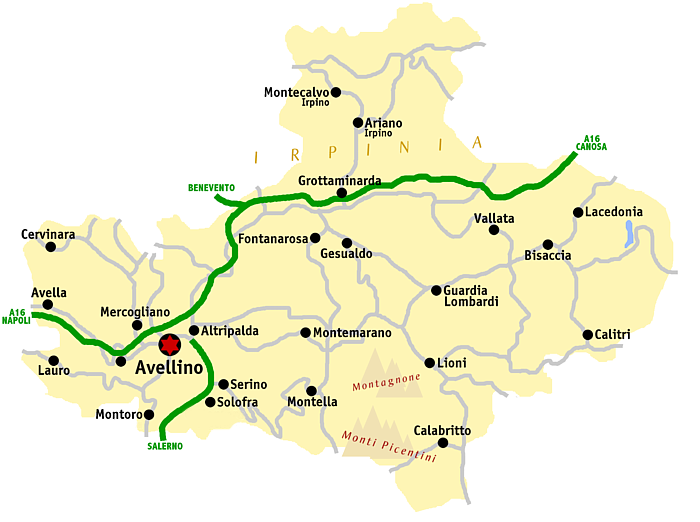
アヴェッリーノ県概略図

アヴェッリーノ県南西部に位置するコムーネ。

#### 隣接コムーネ
コムーネとしてのモントーロ・スペリオーレは、以下のコムーネと隣接していた。括弧内のSAはサレルノ県所属を示す。
- ブラチリアーノ (SA)
- コントラーダ
- フィシャーノ (SA)
- フォリーノ
- メルカート・サン・セヴェリーノ (SA)
- モントーロ・スペリオーレ

## 行政

### 行政区画
モントーロ・インフェリオーレには、以下の分離集落（フラツィオーネ）があった。
- Borgo, Figlioli, Misciano, Piano, Piazza di Pandola, Preturo, San Bartolomeo, San Felice